# Hostinné
Pour les articles homonymes, voir Arnau.
Hostinné (en allemand : Arnau) est une ville du district de Trutnov, dans la région de Hradec Králové, en Tchéquie. Sa population s'élevait à 4 214 habitants en 2024.

## Géographie
La ville se situe dans le nord de la région historique de Bohême, aux contreforts des monts des Géants. Hostinné est arrosée par l'Elbe et se trouve à 14 km à l'ouest-sud-ouest de Trutnov, à 38 km au nord-nord-est de Hradec Králové et à 106 km au nord-est de Prague.
La commune est limitée par Prosečné et Rudnik au nord, par Čermná et Chotěvice à l'est, par Dolní Olešnice au sud, et par Horní Olešnice, Dolní Kalná et Klášterská Lhota à l'ouest.

## Histoire
La ville d'Arnow (du prénom Arn, « aigle ») fut fondée en 1270 par des colons germains, sous le règne du roi Ottokar II de Bohême. Elle se développa autour d'un château, qui en 1348 appartenait à Potho de Turgow (ou Torgau). Les Turgow furent les seigneurs de la région de Trutnov qu'ils avaient reçue en don par le roi Jean Ier en 1316. Sous la couronne de Bohême de Charles IV, de nombreux artisans sont venus de la Franconie, la Bavière et la Silésie. En 1377, le domaine était détenu par le duc Bolko III d'Opole, mais revient aux Turgow jusqu'en 1388. Au début du XVe siècle, il passa à la noble famille von Redern puis eut ensuite plusieurs propriétaires.

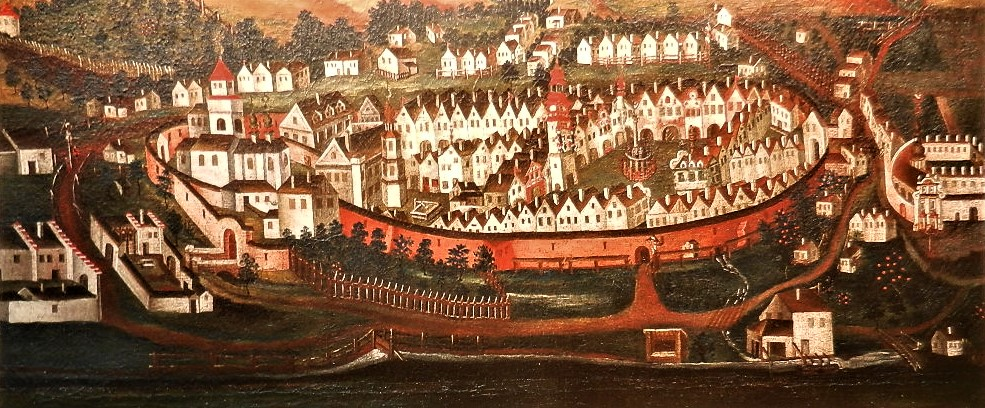
Vue de Hostinné, vers 1730.

En 1424, les hussites sous le commandement de Jan Žižka ont assiégé la ville ; néanmoins, les défenseurs sous la direction d'un Zdeněk de Valdštejn pouvaient chasser les attaquants. Pendant la guerre de Trente Ans, à la suite de la bataille de la Montagne-Blanche en 1620, le domaine fut confisqué et a été vendu à la maison de Lobkowicz, puis au généralissime Albrecht von Wallenstein. Après que ce dernier fut assassiné en 1634, le général Guillaume de Lamboy acheta la seigneurie. Les Kinský et la famille Deym von Stritez figuraient parmi les des propriétaires subséquents. 
Un château de style Renaissance avait remplaçé le château fort, et une filature de coton s'y installa au XIXe siècle. En 1835 y fut fondée une importante papeterie, qui employait 500 travailleurs/ses en 1870 ; elle ferma ses portes en 1985. Jusqu'en 1918, la ville fait partie de la monarchie autrichienne (empire d'Autriche, puis Autriche-Hongrie).

## Personnalités
- Karel Klíč (1841-1926), un des inventeurs de la photogravure
- Victor Lustig (1890-1947), escroc, « l'homme qui vendit la Tour Eiffel »

## Jumelages
La ville de Hostinné est jumelée avec :
- Bensheim (Allemagne)
- Wojcieszów (Pologne).